# Diconne
Diconne és un municipi francès, situat al departament de Saona i Loira i a la regió de Borgonya - Franc Comtat. L'any 2007 tenia 289 habitants.

## Demografia

### Població
El 2007 la població de fet de Diconne era de 289 persones. Hi havia 126 famílies, de les quals 25 eren unipersonals (8 homes vivint sols i 17 dones vivint soles), 55 parelles sense fills, 42 parelles amb fills i 4 famílies monoparentals amb fills.
La població ha evolucionat segons el següent gràfic:
Habitants censats

### Habitatges
El 2007 hi havia 179 habitatges, 125 eren l'habitatge principal de la família, 46 eren segones residències i 8 estaven desocupats. 178 eren cases i 1 era un apartament. Dels 125 habitatges principals, 113 estaven ocupats pels seus propietaris, 9 estaven llogats i ocupats pels llogaters i 2 estaven cedits a títol gratuït; 1 tenia una cambra, 14 en tenien dues, 35 en tenien tres, 40 en tenien quatre i 36 en tenien cinc o més. 118 habitatges disposaven pel capbaix d'una plaça de pàrquing. A 66 habitatges hi havia un automòbil i a 42 n'hi havia dos o més.

### Piràmide de població
La piràmide de població per edats i sexe el 2009 era:
| Homes | Edats   | Dones |
| ----- | ------- | ----- |
| 0     | 95 o +  | 0     |
| 0     | 90 a 94 | 0     |
| 0     | 85 a 89 | 0     |
| 4     | 80 a 84 | 0     |
| 16    | 75 a 79 | 8     |
| 12    | 70 a 74 | 4     |
| 8     | 65 a 69 | 24    |
| 0     | 60 a 64 | 4     |
| 8     | 55 a 59 | 0     |
| 8     | 50 a 54 | 4     |
| 0     | 45 a 49 | 8     |
| 12    | 40 a 44 | 0     |
| 4     | 35 a 39 | 16    |
| 8     | 30 a 34 | 20    |
| 4     | 25 a 29 | 0     |
| 0     | 20 a 24 | 0     |
| 8     | 15 a 19 | 4     |
| 0     | 10 a 14 | 12    |
| 8     | 5 a 9   | 8     |
| 0     | 0 a 4   | 4     |

## Economia
El 2007 la població en edat de treballar era de 170 persones, 110 eren actives i 60 eren inactives. De les 110 persones actives 97 estaven ocupades (58 homes i 39 dones) i 13 estaven aturades (4 homes i 9 dones). De les 60 persones inactives 24 estaven jubilades, 12 estaven estudiant i 24 estaven classificades com a «altres inactius».

### Ingressos
El 2009 a Diconne hi havia 123 unitats fiscals que integraven 311 persones, la mediana anual d'ingressos fiscals per persona era de 14.945 €.

### Activitats econòmiques
Dels 6 establiments que hi havia el 2007, 1 era d'una empresa alimentària, 1 d'una empresa de fabricació d'altres productes industrials, 1 d'una empresa de comerç i reparació d'automòbils, 1 d'una empresa de serveis, 1 d'una entitat de l'administració pública i 1 d'una empresa classificada com a «altres activitats de serveis».
L'únic servei als particulars que hi havia el 2009 era un taller de reparació d'automòbils i de material agrícola.
L'únic establiment comercial que hi havia el 2009 era una carnisseria.
L'any 2000 a Diconne hi havia 15 explotacions agrícoles que ocupaven un total de 312 hectàrees.

## Equipaments sanitaris i escolars
El 2009 hi havia una escola elemental integrada dins d'un grup escolar amb les comunes properes formant una escola dispersa.

## Poblacions més properes
El següent diagrama mostra les poblacions més properes.